# Pianta nutrice

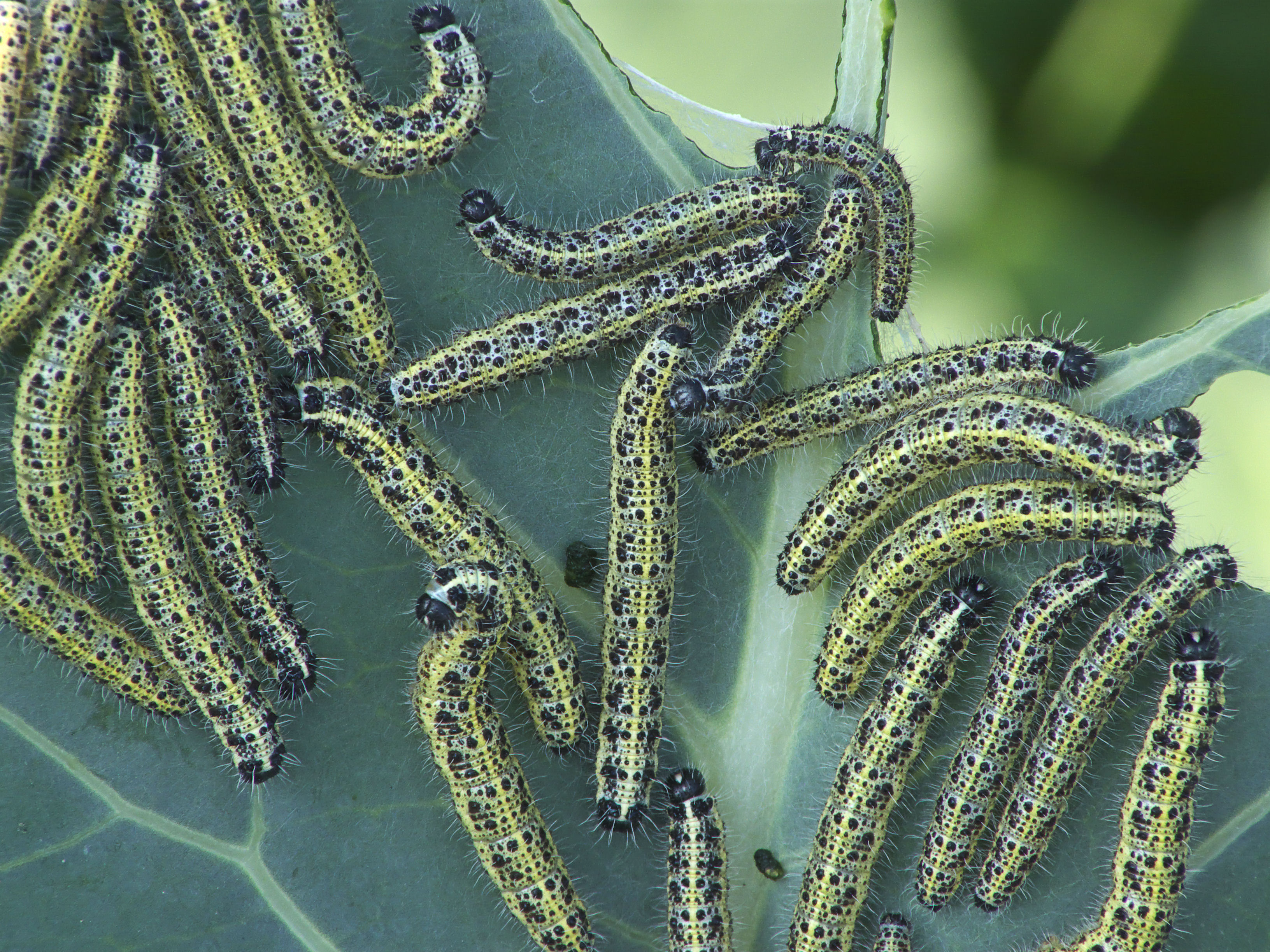
Bruchi di Pieris brassicae

Si definisce pianta nutrice la pianta su cui un insetto depone le proprie uova e a spese della quale successivamente si nutrono le larve.
In alcuni casi il rapporto tra insetto e pianta nutrice è strettamente specie-specifico (specie monofaghe), come per esempio nel caso del cavolo (Brassica oleracea), pianta nutrice della cavolaia (Pieris brassicae).
Altre specie, dette oligofaghe, si nutrono a spese di più specie della stessa famiglia: è questo ad esempio il caso del macaone (Papilio machaon), che può avere come pianta nutrice diverse specie della famiglia delle Apiaceae quali la carota selvatica (Daucus carota), il finocchio (Foeniculum vulgare), l'angelica (Angelica archangelica), ecc.
Alcune specie sono infine polifaghe, cioè si nutrono di varie specie, anche di famiglie diverse: è p.es. il caso della larva di Noctua fimbriata che può cibarsi a spese di numerose specie di almeno una decina di famiglie diverse.